# Super 8 (película)
Super 8 es una película de ciencia ficción escrita y dirigida por J. J. Abrams, producida por Steven Spielberg y Bryan Burk y protagonizada, entre otros, por Joel Courtney y Elle Fanning. La película sigue la historia de un grupo de niños que están filmando su propia película con una Super 8 cuando un tren se descarrila, liberando una presencia peligrosa en la ciudad.
En Estados Unidos se estrenó el 10 de junio de 2011 y en España el 19 de agosto de ese mismo año.
La película ha recibido reseñas generalmente positivas, elogiando su historia apasionante, sus escenas bien secuenciadas y sus imágenes impresionantes, mientras algunos detractores la crítican por su final y sus frecuentes homenajes a las primeras películas de Steven Spielberg.

## Argumento
Ohio (Estados Unidos), 1979. Un grupo de seis niños quiere rodar una película casera de zombies con una Super 8 cuando tiene lugar un accidente de un tren procedente del Área 51, que descarrila y deja libre su carga. Muy pronto, tienen lugar una serie de fenómenos extraños en el pueblo y todo parece indicar que se trata de una criatura extraterrestre.

## Reparto
- Joel Courtney como Joseph "Joe" Lamb.
- Elle Fanning como Alice Dainard.
- Kyle Chandler como Jackson "Jack" Lamb.
- Riley Griffiths como Charles Kaznyk.
- Ryan Lee como Cary.
- Caitriona Balfe como Elizabeth Lamb.
- Ron Eldard como Louis Dainard.
- Gabriel Basso como Martin.
- Noah Emmerich como Coronel Nelec.
- David Gallagher como Donny.
- Bruce Greenwood como Cooper.
- Zach Mills como Preston.
- Amanda Michalka como Jen Kaznyk.
- Glynn Turman como Dr. Woodward.

## Producción
Abrams y Spielberg colaboraron en un comité para la realización de la historia del film.
Este film no es una precuela de la cinta de 2008 Cloverfield como se rumoreó por la red.
Spielberg ha declarado que es de cierta forma un homenaje a E.T. ya que partes del guion están inspiradas en ideas que nunca fueron usadas en E.T.
En la web Aullidos.com se publicó una noticia en la que se comentaba que un «reducido grupo de medios» tuvo la oportunidad de ver «veinte minutos de Super 8». Según se cuenta en la noticia al recinto donde iba a ser proyectado el «corto» se accedía después de «pasar unas severas medidas de seguridad» y es allí donde el propio J.J. Abrams presentó «por vídeo las dos escenas», la del accidente ferroviario que puede verse en uno de los tráileres y la del «primer ataque del monstruo/bestia/extraterrestre» a una gasolinera, la segunda de ellas «muy a lo Cloverfield». Sin embargo Abrams comentó a los medios que las escenas no estaban del todo terminadas y que faltaba pulir efectos especiales, BSO y algunos detalles. Según la publicación «ambas escenas están maravillosamente rodadas».

### Campaña viral
Como Cloverfield, una película más temprana de J.J. Abrams, Super 8 fue promocionada a través de una extensa campaña de marketing viral. El primer tráiler para la película fue adjuntada a Iron Man 2, lanzada en mayo de 2010. El tráiler entregó una premisa de una sección del Area 51 siendo cerrada en 1979, y su contenido siendo transportada por tren a Ohio. Una camioneta se detiene en los rieles, descarrilándolo, y uno de los vagones es golpeado mientras una Super 8 lo graba. Los fanes analizaron el tráiler encontrando un mensaje escondido «La cosa más aterradora que has visto» contenido en los últimos fotogramas de la película. Esto fue puesto como una página web, Scariest Thing I Ever Saw, que simulaba a una vieja computadora y contenía varias pistas de la historia de la película (la computadora en realidad pertenecía a Josj Woodward, el hijo de Dr. Woodward, quien intenta descubrir lo que le pasa a su padre). Otro sitio viral, Rocket Poppeteers también fue encontrado, que como Slusho de Cloverfield participa indirectamente con la película, pero están implícitamente relacionada. La página oficial de Super 8 también contenía una sección de habitación de edición, que pregunta a los usuarios para hallar varios clips alrededor de la página y unirlos juntos. Cuando es completado, el rollo se convierte en una película encontrada por los niños en el tráiler de Dr. Woodward, mostrando un barco descomponiéndose en cubos blancos individuales, y el extraterrestre rapta al Dr. Woodward a través de la ventana de su jaula. El videojuego Portal 2 contiene un tráiler interactivo ubicando al jugador en los rieles antes de descarrilarse, y muestra el vagón siendo golpeando hasta abrirse y el rugido del extraterrestre suena dentro. Esta campaña viral generó una expectativa masiva para la película antes de su lanzamiento. Esta extensa campaña se extendió a otros medios como en los videojuegos donde se incluyó un trailer jugable de la película en varios videojuegos como Portal 2.

### Música
La banda sonora para la película fue compuesta por Michael Giacchino, un colaborador desde hace mucho tiempo para Abrams. Giacchino reclutó a su equipo de conductores Tim Simonec, el productor Dan Wallin y la Hollywood Studio Symphony para llevar la música a la vida. La banda sonora fue lanzado el 2 de agosto de 2011 por Varèse Sarabande.
Durante los crédito finales, se incluyeron las canciones «My Sharona» de The Knack (canción que entonan en una escena nocturna los cinco niños) y «Don't Bring Me Down» de la Electric Light Orchestra. La canción «Heart of Glass» de Blondie también fue incluida en la película.
Todas las canciones fueron compuestas por Michael Giacchino.

Toda la música compuesta por Michael Giacchino. 
| Track listing |                              |          |  |
| N.º           | Título                       | Duración |  |
| 1.            | «Super 8»                    | 1:44     |  |
| 2.            | «Family Matters»             | 0:29     |  |
| 3.            | «Model Painting»             | 0:41     |  |
| 4.            | «Acting Chops»               | 0:40     |  |
| 5.            | «Aftermath Class»            | 5:54     |  |
| 6.            | «Thoughts of Cubism»         | 0:48     |  |
| 7.            | «We'll Fix It in Post-Haste» | 0:44     |  |
| 8.            | «Productions Woes»           | 0:34     |  |
| 9.            | «Train of Thought»           | 0:35     |  |
| 10.           | «Circle Gets the Cube»       | 1:06     |  |
| 11.           | «Breen There, Ate That»      | 1:12     |  |
| 12.           | «Dead Over Heels»            | 0:48     |  |
| 13.           | «Gas and Go»                 | 1:34     |  |
| 14.           | «Looking for Lucy»           | 0:49     |  |
| 15.           | «Radio Haze»                 | 1:08     |  |
| 16.           | «Mom's Necklace»             | 1:33     |  |
| 17.           | «Shootus Interuptus»         | 2:35     |  |
| 18.           | «Thoughts of Mom»            | 1:41     |  |
| 19.           | «Woodward Bites It»          | 1:54     |  |
| 20.           | «Alice Projects on Joe»      | 2:29     |  |
| 21.           | «Neighborhood Watch - Fail»  | 4:45     |  |
| 22.           | «The Evacuation of Lillian»  | 3:40     |  |
| 23.           | «A Truckload of Trouble»     | 0:57     |  |
| 24.           | «Lambs on the Lam»           | 2:40     |  |
| 25.           | «Woodward's Home Movies»     | 2:40     |  |
| 26.           | «Spotted Lambs»              | 1:37     |  |
| 27.           | «Air Force HQ or Bust»       | 1:04     |  |
| 28.           | «World's Worst Field Trip»   | 3:36     |  |
| 29.           | «The Siege of Lillian»       | 2:57     |  |
| 30.           | «Creature Comforts»          | 10:10    |  |
| 31.           | «Letting Go»                 | 5:18     |  |
| 32.           | «Super 8 Suite»              | 5:54     |  |
| 33.           | «The Case»                   | 3:28     |  |

## Recepción crítica
Super 8 recibió reseñas generalmente positivas de los críticos profesionales así como de la audiencia. En Rotten Tomatoes, la película recibió una puntuación de 81%, basado en 240 reseñas, y una calificación regular de 7.4/10, con un consenso general: «Esto puede evocar memorias de los clásicos de gran éxito entusiasmando a unos pocos, pero Super 8 tiene emociones, imágenes deslumbrantes y profundidad emocional de sobra». Metacritic, que asigna una media ponderada de 1-100 para las reseñas de los críticos, asignó a la película una puntuación de 72 basado en 40 críticos, significando «reseñas generalmente favorables».
Chris Sosa de Gather entregó a la película un calificación A, llamándola: «Una historia emocionante y apasionante en la búsqueda de un lugar en el mundo entre la tragedia». Su reseña concluye: «Mientras el tortuoso género ocasionalmente inquieta, la naturaleza emocionalmente apasionante y genuina de la película hace su aventura creíble».
Roger Ebert entregó a la película 3½ estrellas sobre 4, y dijo: «Super 8 es una maravillosa película; la nostalgia no está por un tiempo, pero se mantiene en el estilo cinematográfico, impactando a la joven audiencia contando una historia y sin aparecer de golpe agresivamente. Abrams trata la adolescencia temprana con ternura y afecto». Richard Corliss de Time también entregó una reseña positiva: «Es la película mainstream más emocionante del año».
Jamie Graham de Total Film entregó a la película un calificación perfecta de cinco estrellas, diciendo: «Como Spielberg, Abrams tiene ojo para impresionar, su hábil orquestación de imágenes imborrables (un tanque moviéndose a través de un patio de niños, una trama central de referencia enmarcado en la distancia a través de un pequeño agujero en una pared del dormitorio, marcándolo como un narrador de cuentos de nacimiento».
Las mayoría de los críticos entregaron un reacción negativa sobre el final de la película, y sus frecuentes homenajes a las primeras películas de Steven Spielberg. Escribiendo para MUBI's Notebook, Fernando F. Croce alegó que «ninguna película de este año se abre con lo más prometedor, y termina con lo más estrepitoso que el Super 8 de J.J. Abrams». Tom Charity de CNN sintió que «la imitación de Abrams fue un pantalla tan reverente para su sabor». David Edelstein de la revista New York, la llamó una «cuna flagrante», añandiendo que «Abrams probablemente ha estado luchando para no reproducir la marca clásica de Spielberg desde que cogió la cámara. Ahora, con la bendición de un maestro, pudo plagiar con presteza».
Las audiencias de CinemaScore le han dado una calificación de "B+" en una escala de A+ a F, mientras que en IMDb, los usuarios le han dado una calificación de 7.1, basada en más de 280.000 votos.
En el sitio argentino Todas Las Críticas, que recopila las reseñas cinematográficas de ese país, la película recibió 59 críticas, de las cuales 57 fueron positivas (97%) y tan sólo 2 negativas. El promedio matemático del film fue de 81%.

## Tráiler
El primer tráiler de esta película acompañó al estreno de Iron Man 2.
En el videojuego de Valve, Portal 2 se puede encontrar un Teaser interactivo de esta película en el momento en que estamos dentro del tren y presenciamos cómo ha quedado descarrilado y destruido en llamas.